# Spermacoce papuana
Spermacoce papuana är en måreväxtart som beskrevs av Ferdinand von Mueller. Spermacoce papuana ingår i släktet Spermacoce och familjen måreväxter.
Artens utbredningsområde är Papua Nya Guinea. Inga underarter finns listade i Catalogue of Life.